# Małgorzata Zadura
Małgorzata Zadura (ur. 3 października 1982 w Lublinie) – polska lekkoatletka specjalizująca się w rzucie młotem.

## Kariera
Reprezentantka Polski na igrzyskach olimpijskich w Pekinie, podczas których zajęła odległe miejsce w eliminacjach. Czterokrotnie stawała na podium seniorskich mistrzostw Polski (w kolekcji ma jedno złoto z 2010). Zawodniczka klubu AZS-AWF Warszawa.
Rekord życiowy: 70,36 (13 czerwca 2010, Lublin).

## Osiągnięcia
| Rok  | Impreza                                 | Miejsce   | Lokata            | Wynik |
| ---- | --------------------------------------- | --------- | ----------------- | ----- |
| 2003 | Młodzieżowe mistrzostwa Europy          | Bydgoszcz | el. – 6. miejsce  | 59,81 |
| 2008 | Igrzyska olimpijskie                    | Pekin     | el. – 38. miejsce | 64,13 |
| 2009 | Zimowy puchar Europy w rzutach          | Teneryfa  | 7. miejsce        | 63,80 |
| 2009 | Uniwersjada                             | Belgrad   | el. – 11. miejsce | 63,98 |
| 2010 | Superliga drużynowych mistrzostw Europy | Bergen    | 11. miejsce       | 65,08 |
| 2010 | Mistrzostwa Europy                      | Barcelona | el. – 16. miejsce | 65,45 |